# Nestor Apollonowitsch Lakoba

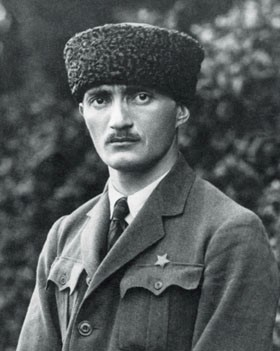
Nestor Lakoba

Nestor Apollonowitsch Lakoba (russisch Нестор Аполлонович Лакоба, abchasisch Нестор Аполлон-иԥа Лакоба; * 1. Mai 1893 in Lychny, Rajon Gudauta, Abchasien; † 28. Dezember 1936 in Tiflis) war ein abchasischer Politiker.

## Biographie

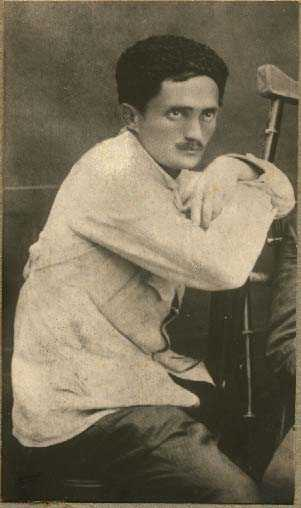
Nestor Lakoba als junger Mann

Nestor Lakoba wurde 1893 im abchasischen Lychny geboren. Aufgrund bolschewistischer Aktivitäten wurde er schon früh vom zaristischen Geheimdienst Ochrana verfolgt und machte auf diese Weise Bekanntschaft mit Josef Stalin. In der Folgezeit arbeiteten sie zusammen.
Nach der Oktoberrevolution machte Lakoba zunächst als Gefolgsmann Lenins Karriere. Im Kampf um die Macht während Lenins Krankheit und nach dessen Tod war Lakoba in der georgischen Anhängerschaft Stalins. 1921 besetzte die Rote Armee Georgien. Abchasien erhielt als Abchasische SSR zunächst den Status einer eigenständigen Sowjetrepublik. Lakoba wurde Chef der Kommunistischen Partei Abchasiens. 1931 wurde Abchasien jedoch an die Georgische SSR angeschlossen.
Lakoba unterhielt gute Beziehungen zu vielen einflussreichen Funktionären der Sowjetunion. Nestor Lakoba und sein Bruder Michail, der zuerst die Funktion des Volkskommissars für auswärtige Angelegenheiten und später die des Volkskommissars für Landwirtschaft in Abchasien innehatte, beherbergten im Jahr 1925 einige Monate Leo Trotzki und dessen Frau, die sich aus gesundheitlichen Gründen in Abchasien aufhielten.
1932 erzählte Lakoba seinem Freund, dem hochrangigen georgischen Funktionär Sergo Ordschonikidse, dass sein Hauptrivale, der transkaukasische Parteichef Lawrenti Beria, negative Äußerungen über Ordschonikidse von sich gegeben hatte. Der Hinweis führte zu einem Briefwechsel zwischen Beria und Ordschonikidse, in dessen Verlauf sich Beria in einem Brief vom 18. Dezember 1932 entschuldigte: „Ich bewundere Dich zu sehr, um solche Dinge zu sagen. Ich bitte Dich nur um eins: Glaube niemandem!“
Aufgrund der großen Popularität Lakobas wagte Beria es nicht, ihn verhaften zu lassen. Lakoba und sein Bruder wurden ins Hauptquartier der georgischen Kommunistischen Partei in Tiflis eingeladen. Dort verabreichte man Lakoba bei einem Abendessen mit Beria Gift, an dem er kurz darauf starb. Nach offizieller Darstellung erlag Lakoba einem Herzinfarkt. Seine Leiche wurde unter großer öffentlicher Anteilnahme zeremoniell nach Suchumi überführt und in einem Staatsbegräbnis beigesetzt. Nikita Chruschtschow schreibt in seinen Memoiren, dass Lakobas Leiche auf Berias Anweisung hin wieder ausgegraben und als Überrest eines Volksfeindes verbrannt wurde.